# 朱守仁
朱 守仁（しゅ しゅじん、生没年不詳）は、元末明初の官僚。字は元夫。本貫は徐州。

## 生涯
元末に障を保った功により、官は枢密同知となり、舒城を守った。至正24年（1364年）、徐達が廬州を占領すると、守仁は舒城ごと朱元璋に帰順した。洪武3年（1370年）、工部侍郎となった。洪武4年（1371年）、工部尚書に進み、洪武帝（朱元璋）の命を受けて山東諸州の官吏を監察した。ほどなく北平行省参政に転じたが、糧食輸送を滞らせて、蒼梧知県に左遷された。容州知州や高唐州知州を歴任し、いずれも善政で知られた。洪武10年（1377年）、四川布政使に進んだ。事件に連座して労役の罰に相当するところ、特別に許された。洪武15年（1382年）、雲南が平定されると、威楚開南路宣撫司が楚雄府に改められ、守仁は楚雄府知府に任じられた。流民を呼び集め、徭役を均等化し、学校を建てて、領内を安定させた。洪武28年（1395年）、入朝して太僕卿となった。牧馬草場を江北の滁州各所に設置し、14監98群を管轄して、馬政を整備した。長らくを経て、致仕した。永楽初年に入朝し、病のため死去した。